# MKR (misil)
MKR (en ruso: Межконтинентальная крылатая ракета, en español: misil intercontinental de crucero) fue un estudio soviético para un misil de crucero intercontinental. En 1957-1960 se estudió una amplia gama de MKR (misiles intercontinentales alados) de acuerdo con un decreto del Estado Mayor. Los estudios de viabilidad abarcaban aviones de largo alcance con respiración aérea, cohetes alados y aviones lanzadores de misiles con respiración aérea. Se preveía un alcance de al menos 8.000 km.